# علي خان (لاعب كريكت سريلانكي)
علي خان (2 يوليو 1993 في باكستان - ) هو لاعب كريكت سريلانكي.

## وصلات خارجية
- علي خان على موقع إي آس بي آن كريك إنفو (الإنجليزية)